# Helen M. Berman
Helen Miriam Berman es profesora de química y biología química de la Junta de Gobernadores en la Universidad de Rutgers y exdirectora del RCSB Protein Data Bank —una de las organizaciones miembros del Worldwide Protein Data Bank—. Bióloga estructural, su trabajo incluye el análisis estructural de complejos de proteína-ácido nucleico y el papel del agua en las interacciones moleculares. También es la fundadora y directora de la base de datos de ácidos nucleicos, y dirige la Base de conocimientos de Genómica estructural de la Iniciativa de estructura de proteínas.

## Antecedentes y educación
Berman nació en Chicago, Illinois, y creció en Brooklyn, Nueva York. Su padre, David Bernstein, era médico y su madre, Dorothy Bernstein, dirigió la práctica de la oficina de su padre. Inspirada por su padre trabajador y erudito, estaba interesada en la ciencia cuando era niña y planeaba convertirse en científica o doctora. Su madre, que estaba fuertemente involucrada en la comunidad y en el trabajo voluntario, la influenció a participar en actividades comunitarias a lo largo de su vida.
Durante la escuela secundaria, Berman trabajó en el laboratorio de Ingrith Deyrup en Barnard College. Deyrup animó a Berman a asistir a Barnard como estudiante universitario. Mientras estaba en la universidad, trabajó en un laboratorio de la Facultad de Médicos y Cirujanos de la Universidad de Columbia con Barbara Low. Allí, Berman aprendió sobre la cristalografía, que se convertiría en una pasión para toda la vida. Se graduó en Barnard College con un AB en química en 1964.
Después de la universidad, Berman asistió a la Universidad de Pittsburgh para la escuela de posgrado, un lugar que seleccionó porque era el único lugar en el país con un departamento, de los pocos existentes, donde se ofrecía el tema de la cristalografía. Allí trabajó con George A. Jeffrey en la estructura de carbohidratos, recibiendo su doctorado en 1967. Berman permaneció en la Universidad de Pittsburgh durante dos años más como investigadora postdoctoral.

## Carrera
En 1969, Berman se mudó al Centro de Cáncer Fox Chase en Filadelfia, donde trabajó en el laboratorio de Jenny Glusker antes de comenzar su propio programa de investigación independiente como miembro de la facultad en 1973. En Fox Chase, Berman se interesó en las estructuras de ácidos nucleicos. y en bioinformática. Ella sabía que la organización lógica de los datos sería útil para una variedad de científicos.
En junio de 1971, Berman asistió a un simposio en el laboratorio Cold Spring Harbor, donde varios científicos acordaron que los datos sobre el número creciente de estructuras de proteínas deberían archivarse en una base de datos. Esa reunión llevó a la creación del Banco de Datos de Proteínas (PDB) en el Laboratorio Nacional de Brookhaven.
En 1989, Berman se mudó a Rutgers y en 1992, junto con otros científicos, fue cofundadora de la Base de datos de ácidos nucleicos (NDB) para recopilar y difundir información sobre la estructura del ácido nucleico. En Rutgers, continuó estudiando los ácidos nucleicos, sus interacciones con las proteínas, y también investigó la estructura del colágeno en colaboración con Barbara Brodsky y Jordi Bella. Está clasificada como depositante en 38 estructuras en el PDB de 1992 a 2011, de complejos de proteína / ácido nucleico y sus componentes (por ejemplo, 1RUN, 3SSX, 2B1B), fragmentos de colágeno (por ejemplo, 1CGD, 1EI8) y otras macromoléculas.
En 1998, Berman y Philip Bourne juntos compitieron y ganaron el contrato para el Protein Data Bank y la base de datos se trasladó de Brookhaven a los auspicios del Research Collaboratory for Structural Bioinformatics (RCSB), actualmente una colaboración entre Rutgers y la Universidad de California en San Diego. Junto con sus colegas, Berman rediseñó el sistema de administración de datos, agregó nuevas herramientas de usuario e hizo que la base de datos pudiera buscarse. Desde 2003, el archivo de PDB ha sido administrado por el mundial Protein Data Bank (wwPDB), una asociación fundada por Berman que consiste en organizaciones que actúan como centros de deposición, procesamiento y distribución de datos de PDB: RCSB, PDBe. en Europa, y el PDBj en Japón. En 2006, el banco de datos BioMagResData (BMRB) para estructuras de Resonancia magnética nuclear (RMN), se convirtió en el cuarto miembro del wwPDB. A partir de julio de 2018, el NDB tiene más de 9600 estructuras de ácido nucleico y el PDB tiene más de 142 000 estructuras macromoleculares.
También liderado por el RCSB, se lanzó la Base de conocimientos de Genómica estructural de la Iniciativa de estructura de proteínas (PSI) en la primavera de 2008 para proporcionar un portal continuamente actualizado para investigar datos y otros recursos de los esfuerzos de la PSI.
Berman también ha sido activa en la comunidad científica, con el cargo de presidenta de la Asociación Cristalográfica de Estados Unidos en 1988, asesoró a los Institutos Nacionales de la Salud y la Fundación Nacional de Ciencia, y formó parte del comité editorial de varias revistas. Su trabajo ha sido ampliamente publicado en revistas científicas revisadas por pares.

## Honores y premios
- Mujer de Éxito de Nueva Jersey (1993).
- Miembro de la Asociación Americana para el Avance de la Ciencia (1996).
- Premio a la Mujer Científica Destacada, Asociación para Mujeres en la Ciencia , Capítulo de Nueva York (1999).
- Profesor distinguido, Sigma Xi: La Sociedad de Investigación Científica (2007-2009).[17]
- Premio al Servicio Distinguido, Sociedad Biofísica (2000).
- Compañero, Sociedad Biofísica (2001).[18]
- Premio MJ Buerger, American Crystallographic Association (2006).[19]
- Premio de exalumnos del Departamento de Química de la Universidad de Pittsburgh (2010).
- Miembro de la Asociación Cristalográfica Americana (2011).
- Premio Carl Brändén de la Sociedad de Proteínas (2012)
- Premio DeLano para biociencias computacionales de la Sociedad Americana de Bioquímica y Biología Molecular (2013).[20]
- Premio Benjamin Franklin al acceso abierto en las ciencias de la vida (2014).

## Vida personal
Berman ha estado casada dos veces, con el ingeniero Victor Berman en la década de 1960, y con el biólogo molecular Peter Young de 1976 a 1999. Desde el segundo matrimonio tiene un hijo, Jason Asher Young (nacido en 1979), un físico.
Durante la década de 1980, a Berman le diagnosticaron cáncer de mama. La experiencia la hizo enfocarse más en su vida y en su carrera, e interesarse en apoyar a otras mujeres que enfrentan el mismo diagnóstico.